# Educație bilingvă
Educația bilingvă implică predarea în școală a tuturor subiectelor prin intermediul a două limbi diferite. Într-o unitate de învățământ care oferă educație bilingvă, există cel puțin o materie care se predă într-o altă limbă, diferită de cea de predare. Limba de predare poate fi schimbată de la o oră la alta în cazul predării unei materii.

## Învățământ bilingv în România
Conform ministerului afacerilor externe, în România, funcționează 54 de licee bilingve în 32 de județe și există 13 filiale ale Asociației Române a Profesorilor de limba franceză.

### Exemplu: Colegiul Național Bilingv "George Coșbuc"
Colegiul Național Bilingv "George Coșbuc" din București este un colegiu cu clasele V-XII care a dobândit în 1991 statutul de liceu bilingv de limba engleză.